# Talk On Corners World Tour
Talk on Corners World Tour è il secondo tour mondiale del gruppo musicale irlandese The Corrs partito il 17 novembre 1997 a Gand, un mese dopo l'uscita dell'album Talk on Corners che diventerà l'album più venduto nel Regno Unito nel 1998. Il tour termina circa un anno e mezzo più tardi, il 9 aprile 2000 a Londra divenendo di conseguenza il tour più lungo dei Corrs. Grazie a questo tour la band, nel 1999, vince il BRIT Awards come miglior gruppo internazionale e il premio come miglior performance live in Irlanda per il concerto al Lansdowne Road di Dublino il 17 luglio 1999 agli Hot Press Music Awards.
Del Talk on Corners World Tour è stato realizzato un libro, The Corrs Corner to Corner di Paul Gaster, che contiene foto dei viaggi e dei concerti della band oltre ad alcune foto realizzate in un servizio fotografico al The Factory Studios di Dublino nell'ottobre 1997.

## Scaletta[1]

### Scaletta Europa 1997
1. Intro (Lough Erin Shore)
2. When He's Not Around
3. Love to Love You
4. Love in a Milky Way
5. Erin Shore + Forgiven, Not Forgotten
6. Carraroe Jig/Joy of Life
7. Intimacy
8. What Can I Do?
9. Hopelessly Addicted
10. The Right Time
11. Queen of Hollywood
12. Haste to the Wedding
13. Runaway
14. Dreams
15. Only When I Sleep
16. No Good For Me
17. I Never Loved You Anyway

Encore:
1. So Young
2. Toss the Feathers

### Scaletta Oceania
1. Intro (Lough Erin Shore)
2. When He's Not Around
3. No Good For Me
4. Love to Love You
5. Erin Shore + Forgiven, Not Forgotten
6. Carraroe Jig/Joy of Life
7. Intimacy
8. Love in a Milky Way
9. What Can I Do?
10. The Right Time
11. Queen of Hollywood
12. Haste to the Wedding
13. Runaway
14. Only When I Sleep
15. Hopelessly Addicted
16. I Never Loved You Anyway

Encore:
1. So Young
2. Toss the Feathers

### Scaletta concerti 1998
1. Intro (Lough Erin Shore)
2. When He's Not Around
3. No Good For Me
4. Love to Love You
5. Erin Shore + Forgiven, Not Forgotten
6. Carraroe Jig/Joy of Life
7. Intimacy
8. What Can I Do?
9. The Right Time
10. Queen of Hollywood
11. Dreams
12. Haste to the Wedding
13. Runaway
14. Only When I Sleep
15. Hopelessly Addicted
16. I Never Loved You Anyway

Encore:
1. So Young
2. Toss the Feathers

### Scaletta concerti 1998-99
1. Intro (Lough Erin Shore)
2. When He's Not Around
3. No Good For Me
4. The Right Time
5. Carraroe Jig/Joy of Life
6. Erin Shore + Forgiven, Not Forgotten
7. What Can I Do?
8. Hopelessly Addicted
9. The Morning Star/Young Tom Ennis (Jim's solo piano)
10. No Frontiers
11. Runaway
12. Haste to the Wedding
13. Secret Life
14. Only When I Sleep
15. Queen of Hollywood
16. Dreams
17. I Never Loved You Anyway

Encore:
1. So Young
2. Toss the Feathers

### Scaletta concerto Lansdowne Road, 17 luglio 1999
1. Intro (Lough Erin Shore)
2. Only When I Sleep
3. No Good for Me
4. The Right Time
5. Carraroe Jig/Joy of Life
6. Erin Shore + Forgiven, Not Forgotten
7. What Can I Do?
8. Hopelessly Addicted
9. The Morning Star/Young Tom Ennis (Jim's solo piano)
10. Sharon's Solo
11. No Frontiers
12. Runaway
13. Haste to the Wedding
14. Secret Life
15. Queen of Hollywood
16. Dreams
17. I Never Loved You Anyway
18. Lough Erin Shore

Encore:
1. Closer
2. So Young
3. Toss the Feathers

## Date del tour[2]
| Data                  | Città                | Paese                 | Luogo                                     |
| Europa                | Europa               | Europa                | Europa                                    |
| --------------------- | -------------------- | --------------------- | ----------------------------------------- |
| 17 novembre 1997      | Gand                 | Belgio                | Vooruit                                   |
| 18 novembre 1997      | Amsterdam            | Paesi Bassi           | Melkweg                                   |
| 19 novembre 1997      | Copenaghen           | Danimarca             | Vega                                      |
| 21 novembre 1997      | Amburgo              | Germania              | Große Freiheit                            |
| 23 novembre 1997      | Colonia              | Germania              | E-Werk                                    |
| 24 novembre 1997      | Monaco di Baviera    | Germania              | Incognito                                 |
| 25 novembre 1997      | Zurigo               | Svizzera              | Jail                                      |
| 28 novembre 1997      | Barcellona           | Spagna                | Razzmatazz                                |
| 29 novembre 1997      | Madrid               | Spagna                | Sala Macumbe                              |
| 30 novembre 1997      | Pamplona             | Spagna                | Pamplona Anaitasuna                       |
| 2 dicembre 1997       | Londra               | Regno Unito           | Shepherds Bush Empire                     |
| 3 dicembre 1997       | Parigi               | Francia               | Olympia Theatre                           |
| 6 dicembre 1997       | Belfast              | Regno Unito           | Whitla Hall                               |
| 7 dicembre 1997       | Belfast              | Regno Unito           | Whitla Hall                               |
| 8 dicembre 1997       | Dublino              | Irlanda               | the Olympia Theatre                       |
| 9 dicembre 1997       | Dublino              | Irlanda               | the Olympia Theatre                       |
| 11 dicembre 1997      | Londra               | Regno Unito           | The Forum                                 |
| 13 dicembre 1997 [A]  | Göteborg             | Svezia                | Scandinavium                              |
| 14 dicembre 1997      | Oslo                 | Norvegia              | Spektrum                                  |
| 15 dicembre 1997      | Stoccolma            | Svezia                | Munchenbryggeriet                         |
| 17 dicembre 1997 [B]  | Roma                 | Italia                | Città del Vaticano                        |
| 18 dicembre 1997      | Roma                 | Italia                | Città del Vaticano                        |
| 19 dicembre 1997      | Roma                 | Italia                | Città del Vaticano                        |
| Oceania               |                      |                       |                                           |
| 4 febbraio 1998       | Perth                | Australia             | Perth Entertainment Centre                |
| 6 febbraio 1998       | Adelaide             | Australia             | Adelaide Entertainment Centre             |
| 7 febbraio 1998       | Melbourne            | Australia             | Victoria Park                             |
| 9 febbraio 1998       | Brisbane             | Australia             | Brisbane Entertainment Centre             |
| 11 febbraio 1998      | Sydney               | Australia             | State Theatre                             |
| 12 febbraio 1998      | Sydney               | Australia             | State Theatre                             |
| 13 febbraio 1998      | Sydney               | Australia             | State Theatre                             |
| 14 febbraio 1998      | Sydney               | Australia             | State Theatre                             |
| 15 febbraio 1998      | Sydney               | Australia             | State Theatre                             |
| 16 febbraio 1998      | Sydney               | Australia             | State Theatre                             |
| 17 febbraio 1998      | Sydney               | Australia             | State Theatre                             |
| 18 febbraio 1998      | Newcastle            | Australia             | Newcastle Entertainment Centre            |
| 19 febbraio 1998      | Canberra             | Australia             | National Convention Centre Canberra       |
| 21 febbraio 1998      | Christchurch         | Nuova Zelanda         | Christchurch Town Hall                    |
| 21 febbraio 1998      | Launceston           | Australia             | Tasmania Silverdome                       |
| 23 febbraio 1998      | Wellington           | Nuova Zelanda         | TSB Bank Arena                            |
| 25 febbraio 1998      | Auckland             | Nuova Zelanda         | Aotea Centre                              |
| 26 febbraio 1998      | Auckland             | Nuova Zelanda         | Aotea Centre                              |
| Europa                |                      |                       |                                           |
| 8 marzo 1998          | Madrid               | Spagna                | Stage 40                                  |
| 12 marzo 1998         | Cardiff              | Regno Unito           | St David's Hall                           |
| 13 marzo 1998         | York                 | Regno Unito           | Barbican                                  |
| 14 marzo 1998         | Manchester           | Regno Unito           | Labatts Apollo                            |
| 16 marzo 1998         | Birmingham           | Regno Unito           | Symphony Hall                             |
| 17 marzo 1998         | Londra               | Regno Unito           | Royal Albert Hall                         |
| 18 marzo 1998         | Nottingham           | Regno Unito           | Nottingham Royal Concert Hall             |
| 20 marzo 1998         | Glasgow              | Regno Unito           | Glasgow Royal Concert Hall                |
| 22 marzo 1998         | Sheffield            | Regno Unito           | Sheffield City Hall                       |
| 23 marzo 1998         | Northampton          | Regno Unito           | Derngate                                  |
| 24 marzo 1998         | Croydon              | Regno Unito           | Fairfield Halls                           |
| Asia                  |                      |                       |                                           |
| 11 aprile 1998        | Singapore            | Malaysia              | Sparks                                    |
| 14 aprile 1998        | Kuala Lumpur         | Malaysia              | Concorde Ballroom                         |
| 15 aprile 1998        | Makati               | Filippine             | Fashion Cafe                              |
| 16 aprile 1998        | Mandaluyong          | Filippine             | SM Megamall                               |
| 17 aprile 1998        | Makati               | Filippine             | Fashion Cafe                              |
| Europa                |                      |                       |                                           |
| 25 maggio 1998        | Stoccarda            | Germania              | Kongreshalle                              |
| 27 maggio 1998        | Francoforte sul Meno | Germania              | Hugenot-tenhalle                          |
| 28 maggio 1998        | Amburgo              | Germania              | Congress Centrum Hamburg Hall 3           |
| 30 maggio 1998        | Colonia              | Germania              | E-werk                                    |
| 5 giugno 1998         | Portsmouth           | Regno Unito           | Portsmouth Guildhall                      |
| 6 giugno 1998 [C]     | Londra               | Regno Unito           | Finsbury Park                             |
| 9 giugno 1998         | Modena               | Italia                | Pavarotti & Friends                       |
| Nord America          |                      |                       |                                           |
| 13 giugno 1998 [D]    | New York             | Stati Uniti d'America | Randalls Island                           |
| 17 giugno 1998        | Alexandria           | Stati Uniti d'America | The Birchmere                             |
| 18 giugno 1998        | Chicago              | Stati Uniti d'America | House of Blues                            |
| 20 giugno 1998        | Chicago              | Stati Uniti d'America | Arlington International Racecourse        |
| 28 giugno 1998        | San Jose             | Stati Uniti d'America | Spartan Stadium                           |
| 29 giugno 1998        | West Hollywood       | Stati Uniti d'America | Troubadour                                |
| Europa                |                      |                       |                                           |
| 3 luglio 1998         | Baden-Baden          | Germania              | Grugahalle                                |
| 4 luglio 1998         | Östersund            | Svezia                | Storsjöyran                               |
| 5 luglio 1998         | Odense               | Danimarca             | Midtfyns Festival                         |
| 5 luglio 1998         | Londra [E]           | Regno Unito           | Hyde Park                                 |
| 8 luglio 1998         | Lussemburgo          | Lussemburgo           | Den Atelier                               |
| 10 luglio 1998        | Colonia              | Germania              | Roncalliplatz                             |
| 11 luglio 1998        | Balingen             | Germania              | Antenna Festival                          |
| 12 luglio 1998        | Escalarre            | Spagna                | Doctor Music Festival                     |
| 15 luglio 1998        | Montreux             | Svizzera              | Miles Davis Hall                          |
| 16 luglio 1998        | Milano               | Italia                | Fleadh Festival                           |
| 17 luglio 1998        | Zeebrugge            | Belgio                | Zeebrugge Beach Festival                  |
| 19 luglio 1998        | Gurten               | Svizzera              | Gurten Festival                           |
| 21 luglio 1998        | Lione                | Francia               | Théâtre de Fourvière                      |
| 5 agosto 1998         | Budapest             | Ungheria              | Sziget Festival                           |
| 18 agosto 1998 [F]    | Bournemouth          | Regno Unito           | Bournemouth Pier                          |
| 21 agosto 1998        | Sopot                | Polonia               | Forest Opera                              |
| 22 agosto 1998        | Praga                | Repubblica Ceca       | Tesla Arena                               |
| 10 settembre 1998     | Berlino              | Germania              | Waldbuhne                                 |
| 12 settembre 1998     | Mannheim             | Germania              | Maimarkt                                  |
| Asia                  |                      |                       |                                           |
| 21 settembre 1998 [G] | Kuala Lumpur         | Malaysia              | Bukit Jalil National Stadium              |
| Nord America          |                      |                       |                                           |
| 7 ottobre 1998        | New York             | Stati Uniti d'America | Mercury Lounge                            |
| 8 ottobre 1998        | Filadelfia           | Stati Uniti d'America | Theater of the Living Arts                |
| 14 ottobre 1998       | Montréal             | Canada                | Montréal Cabaret                          |
| 16 ottobre 1998       | Toronto              | Canada                | Humming Bird Center                       |
| 18 ottobre 1998       | Ottawa               | Canada                | Barrymore's                               |
| 20 ottobre 1998       | Detroit              | Stati Uniti d'America | 7th House                                 |
| 22 ottobre 1998       | Chicago              | Stati Uniti d'America | Park West                                 |
| 23 ottobre 1998       | Columbus             | Stati Uniti d'America | Southern Theatre                          |
| 25 ottobre 1998       | Washington           | Stati Uniti d'America | The Birchmere                             |
| 26 ottobre 1998       | Boston               | Stati Uniti d'America | Paradise Rock Club                        |
| 27 ottobre 1998       | Filadelfia           | Stati Uniti d'America | Theater of the Living Arts                |
| 27 ottobre 1998       | New York             | Stati Uniti d'America | Irving Plaza                              |
| 30 ottobre 1998       | Halifax              | Canada                | The Rebecca Cohn Auditorium               |
| 31 ottobre 1998       | Saint John's         | Canada                | NFLD Memorial University                  |
| Europa                |                      |                       |                                           |
| 27 novembre 1998      | Barcellona           | Spagna                | Palau Sant Jordi                          |
| 28 novembre 1998      | Madrid               | Spagna                | Plaza de Toros de Leganes                 |
| 3 dicembre 1998       | Nottingham           | Regno Unito           | Nottingham Royal Concert Hall             |
| 4 dicembre 1998       | Nottingham           | Regno Unito           | Nottingham Royal Concert Hall             |
| 6 dicembre 1998       | Liverpool            | Regno Unito           | Liverpool Empire Theatre                  |
| 7 dicembre 1998       | Manchester           | Regno Unito           | Labatts Apollo                            |
| 8 dicembre 1998       | Manchester           | Regno Unito           | Labatts Apollo                            |
| 10 dicembre 1998      | Glasgow              | Regno Unito           | Clyde Auditorium                          |
| 11 dicembre 1998      | Glasgow              | Regno Unito           | Clyde Auditorium                          |
| 13 dicembre 1998      | Birmingham           | Regno Unito           | National Exhibition Centre                |
| 14 dicembre 1998      | Londra               | Regno Unito           | Wembley Arena                             |
| 15 dicembre 1998      | Brighton             | Regno Unito           | The Brighton Centre                       |
| 17 dicembre 1998      | Bournemouth          | Regno Unito           | Bournemouth BIC                           |
| 18 dicembre 1998      | Cardiff              | Regno Unito           | Cardiff International Arena               |
| 20 dicembre 1998      | Manchester           | Regno Unito           | Labatts Apollo                            |
| 21 dicembre 1998      | Birmingham           | Regno Unito           | National Exhibition Centre                |
| 22 dicembre 1998      | Birmingham           | Regno Unito           | National Exhibition Centre                |
| 14 gennaio 1999       | Belfast              | Regno Unito           | Kings Hall                                |
| 16 gennaio 1999       | Dublino              | Irlanda               | The Point                                 |
| 18 gennaio 1999       | Cardiff              | Regno Unito           | Cardiff International Arena               |
| 19 gennaio 1999       | Cardiff              | Regno Unito           | Cardiff International Arena               |
| 21 gennaio 1999       | Londra               | Regno Unito           | Wembley Arena                             |
| 22 gennaio 1999       | Londra               | Regno Unito           | Wembley Arena                             |
| 23 gennaio 1999       | Birmingham           | Regno Unito           | National Exhibition Centre                |
| 25 gennaio 1999       | Exeter               | Regno Unito           | Westpoint Arena                           |
| 26 gennaio 1999       | Exeter               | Regno Unito           | Westpoint Arena                           |
| 27 gennaio 1999       | Londra               | Regno Unito           | Wembley Arena                             |
| 29 gennaio 1999       | Sheffield            | Regno Unito           | Sheffield Arena                           |
| 30 gennaio 1999       | Newcastle upon Tyne  | Regno Unito           | Metro Radio Arena                         |
| 31 gennaio 1999       | Edimburgo            | Regno Unito           | Royal Highland Centre Ingliston           |
| 1º febbraio 1999      | Manchester           | Regno Unito           | Manchester Evening News Arena             |
| 3 febbraio 1999       | Parigi               | Francia               | Le Zénith                                 |
| 4 febbraio 1999       | Utrecht              | Paesi Bassi           | Vredenburg                                |
| 6 febbraio 1999       | Stoccolma            | Svezia                | Ericsson Globe                            |
| 8 febbraio 1999       | Amburgo              | Germania              | Sporthalle                                |
| 20 febbraio 1999      | Londra               | Regno Unito           | London Arena                              |
| 21 febbraio 1999      | Birmingham           | Regno Unito           | National Exhibition Centre                |
| 22 febbraio 1999      | Londra               | Regno Unito           | Wembley Arena                             |
| 24 febbraio 1999      | Birmingham           | Regno Unito           | National Exhibition Centre                |
| 25 febbraio 1999      | Sheffield            | Regno Unito           | Sheffield Arena                           |
| 26 febbraio 1999      | Glasgow              | Regno Unito           | Scottish Exhibition and Conference Centre |
| Nord America          |                      |                       |                                           |
| 7 marzo 1999          | Washington           | Stati Uniti d'America | Verizon Center                            |
| 8 marzo 1999          | Washington           | Stati Uniti d'America | Verizon Center                            |
| 9 marzo 1999          | Washington           | Stati Uniti d'America | 9:30 Club                                 |
| 11 marzo 1999         | Pittsburgh           | Stati Uniti d'America | Civic Arena                               |
| 12 marzo 1999         | Pittsburgh           | Stati Uniti d'America | Civic Arena                               |
| 15 marzo 1999         | Filadelfia           | Stati Uniti d'America | First Union Center                        |
| 16 marzo 1999         | Filadelfia           | Stati Uniti d'America | First Union Center                        |
| 17 marzo 1999         | New York             | Stati Uniti d'America | Roseland Ballroom                         |
| 19 marzo 1999         | Boston               | Stati Uniti d'America | Avalon Ballroom                           |
| 21 marzo 1999         | Chicago              | Stati Uniti d'America | Park West                                 |
| 25 marzo 1999         | San Francisco        | Stati Uniti d'America | The Fillmore                              |
| 28 marzo 1999         | West Hollywood       | Stati Uniti d'America | House of Blues                            |
| Europa                |                      |                       |                                           |
| 19 maggio 1999        | Madrid               | Spagna                | Basico                                    |
| 30 maggio 1999 [H]    | Nottingham           | Regno Unito           | Wollaton Hall                             |
| 27 giugno 1999        | Glastonbury          | Regno Unito           | Glastonbury Festival                      |
| 1º luglio 1999        | Galizia              | Spagna                | Xacobeo 99                                |
| 2 luglio 1999         | Skellefteå           | Svezia                | Skellefteå Festival                       |
| 4 luglio 1999 [I]     | Londra               | Regno Unito           | Hyde Park                                 |
| 8 luglio 1999 [J]     | Edimburgo            | Regno Unito           | Stadio di Murrayfield                     |
| 10 luglio 1999 [K]    | Parigi               | Francia               | Hippodrome De Longchamps Racecourse       |
| 17 luglio 1999        | Dublino              | Irlanda               | Lansdowne Road                            |
| 22 agosto 1999        | Chelmsford           | Regno Unito           | V Festival                                |
| 23 agosto 1999        | Leeds                | Regno Unito           | V Festival                                |
| 5 ottobre 1999 [L]    | Bray                 | Irlanda               | Ardmore Studios                           |
| 9 ottobre 1999 [M]    | Londra               | Regno Unito           | Wembley Stadium                           |
| 1º dicembre 1999 [N]  | Birmingham           | Regno Unito           | Birmingham Hippodrome                     |
| 11 dicembre 1999 [O]  | Oslo                 | Norvegia              | Spektrum                                  |
| 31 dicembre 1999      | Londra               | Regno Unito           | Millennium Dome                           |
| 8 gennaio 2000        | Newcastle            | Regno Unito           | Telewest Arena                            |
| 9 aprile 2000 [P]     | Londra               | Regno Unito           | Royal Albert Hall                         |

Note
- A ^ Concerto come gruppo spalla di Joe Cocker.
- B ^ Concerto tenuto durante l'audizione dal Papa.
- C ^ Concerto tenuto in occasione del Fleadh Music Festival.
- D ^ Concerto tenuto in occasione del Guinness Fleadh Music Festival.
- E ^ Concerto tenuto in occasione del Party in the Park Music Festival.
- F ^ Questo concerto fa parte dell'esibizione al Radio One Road Show/Ozone.
- G ^ Concerto tenuto in occasione della cerimonia di chiusura dei Commonwealth Games.
- H ^ Questo concerto fa parte dell'esibizione al City In The Park Concert.
- I ^ Concerto tenuto in occasione del Party in the Park Music Festival.
- J ^ Concerto come gruppo spalla di Céline Dion.
- K ^ Concerto tenuto in occasione del Solidays Festival.
- L ^ Concerto tenuto per l'MTV Unplugged.
- M ^ Concerto tenuto per NetAid World Poverty Charity Concert.
- N ^ Questo concerto fa parte dell'esibizione al Royal Variety Performance.
- O ^ Concerto tenuto in occasione del [Nobel Peace Prize Concert.
- P ^ Concerto tenuto in occasione del Concert For Peace.

## Band e staff di supporto
Band
- Andrea Corr - voce principale, tin whistle.
- Caroline Corr - batteria, bodhrán, seconda voce.
- Jim Corr - chitarre, tastiere, seconda voce.
- Sharon Corr - violino, seconda voce.
- Anto Drennan - chitarre.
- Conor Brady - chitarre (in sostituzione di Anto Drennan mentre era in tour coi Genesis)
- Keith Duffy – basso.

Management & Agents
- John Hughes - Manager.
- Emma Hill - Management Assistant.
- John Giddings at Solo ITG - International Agent.
- Barry Gaster - Irish Agent.

The Crew
- Henry McGroggan - Tour manager.
- Aiden Lee - Production manager.
- Liam McCarthy - Lighting Designer.
- Max Bisgrove - Sound Engineer.
- Paul 'Mini' Moore - Monitor Engineer.
- Declan Hogan - Drum Technician.
- John Parsons - Guitar Technician.
- Oisin Murray - Midi Technician.
- Jay Mascrey - Make Up.

Support Acts
- Ann pierle (Amsterdam)
- Picturehouse (Europa) (selezione date)[4]
- Catie Curtis (Los Angeles)
- Dakota Moon (Regno Unito) (selezione date)[5]
- Babel Fish (Europa) (selezione date)[6]
- Brian Kennedy (Regno Unito) (selezione date)